# Nichinan

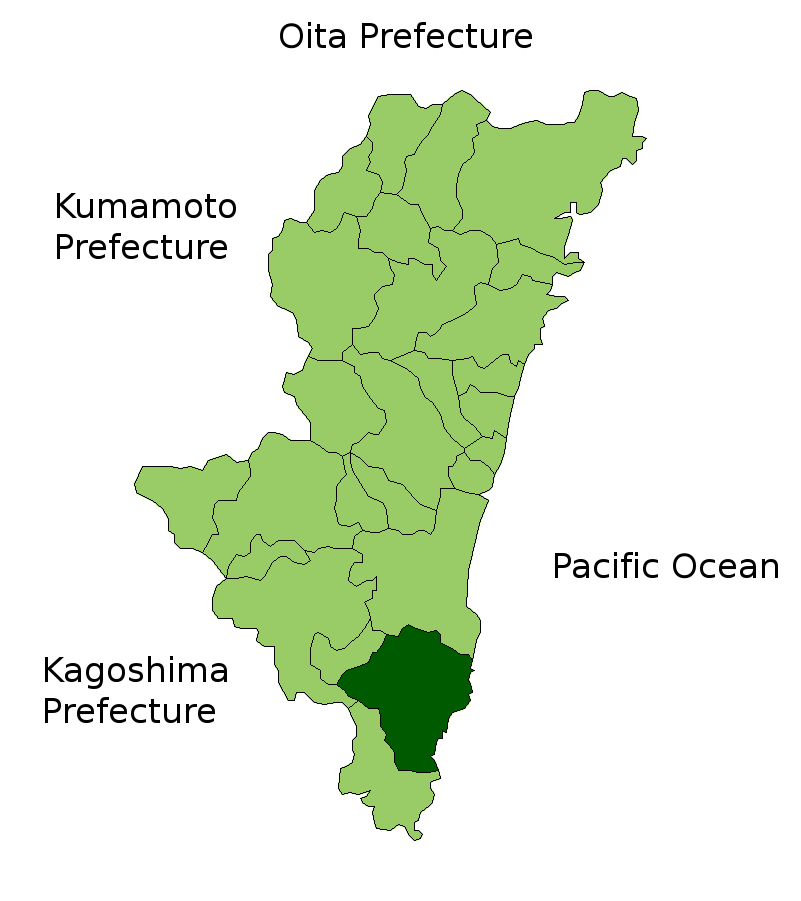

Nichinan (日南市 Nichinan-shi?) este un municipiu din Japonia, prefectura Miyazaki.